# シルヴァン・シドラー
シルヴァン・エリ・シドラー（Silvan Eli Sidler、1998年7月7日 - ）は、スイス・アフォルテルン・アム・アルビス出身のサッカー選手。FCヴィンタートゥール所属。ポジションはDF。

## クラブ経歴
2012年からFCルツェルンの下部組織で指導を受け、2017年11月5日、スーパーリーグのFCザンクト・ガレン戦にて、73分にフィリプ・ウグリニッチとの途中交代でプロデビューを果たした。
2022年6月1日、2022-23シーズンからアルミニア・ビーレフェルトに移籍することが決定し、2025年までとなる3年契約を結んだ。